# Provincia de Buenaventura
La provincia de Buenaventura o de la Buenaventura fue una entidad administrativa creada el 30 de marzo de 1823 en la Gran Colombia como parte de las reformas administrativas llevadas a cabo por el Congreso de la República, formando entonces parte del departamento del Cauca. Una vez la Gran Colombia se desintegró, Buenaventura formó parte de la República de la Nueva Granada como una de sus entidades territoriales hasta 1857 cuando pasó a integrar el Estado Soberano del Cauca.

## Historia

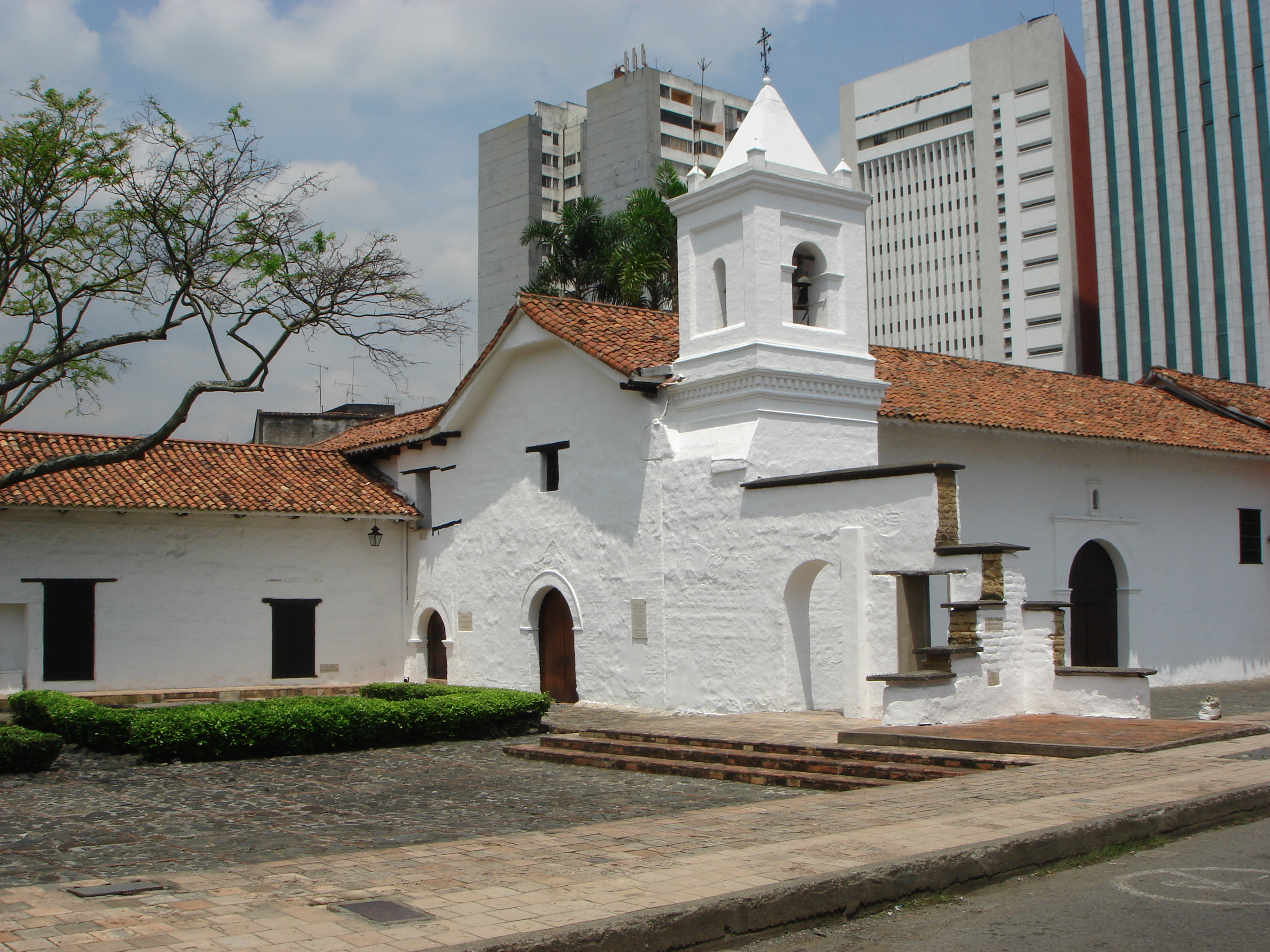
Iglesia La Merced, lugar donde se celebró la misa de fundación de Cali en 1536.

Los primeros asentamientos precolombinos en el territorio se localizaron en el valle del río Cauca, en las laderas montañosas de las cordilleras Occidental y Central y en los alrededores de lo que hoy es Buenaventura. Las tribus indígenas más importantes en dicha época eran los gorrones, jamundíes y lilis.
El periodo de la conquista se caracterizó por la dominación y el aniquilamiento de la población aborigen; uno de los precursores de aquella campaña fue Sebastián de Belalcázar, quien en 1536 se apropió de sus tierras y comenzó el proceso de colonización, con la fundación y desarrollo de localidades tales como Cali (1536), Jamundí (1536), Buenaventura (1539), Cartago (1540), Toro (1546) y Buga (1555). Durante la colonia el territorio perteneció inicialmente a las gobernaciones y provincias de Quito, Panamá y Popayán, si bien desde el siglo XVIII formó parte solo de la provincia de Popayán.
Después de la independencia, en 1821, pasó a integrar el departamento grancolombiano del Cauca hasta 1831, cuando fue suprimida. En 1834 se erige e nuevo en provincia pero con un territorio más reducido al original. Más tarde en 1857, las provincias de Buenaventura, Popayán, Cauca, Barbacoas, Chocó y Pasto y el territorio del Caquetá, constituyeron el Estado Soberano del Cauca, convertido en departamento por la reforma constitucional en 1886.
La cronología administrativa de la provincia puede resumirse de la siguiente forma:
- El Decreto del 30 de marzo de 1823 crea la provincia de Buenaventura.
- La Ley del 25 de junio de 1824, primer ordenamiento territorial de Colombia, determina que Buenaventura perteneciece al Departamento del Cauca (Gran Colombia).
- La Ley del 26 de junio de 1827 declara a Buenaventura como puerto franco. Se procede a edificar la Villa de Buenaventura.
- El Decreto del 14 de marzo de 1828 suprime las municipalidades de Tumaco y Raposo.
- El Decreto del 24 de diciembre de 1829 ratifica el estatus de puerto franco que poseía Buenaventura sobre el camino entre Cali-Buenaventura.
- El Decreto del 27 de junio de 1857 convoca asambleas para constituir los estados soberanos de Cauca, Cundinamarca, Bolívar, Boyacá, Magdalena y Santander.

## Geografía

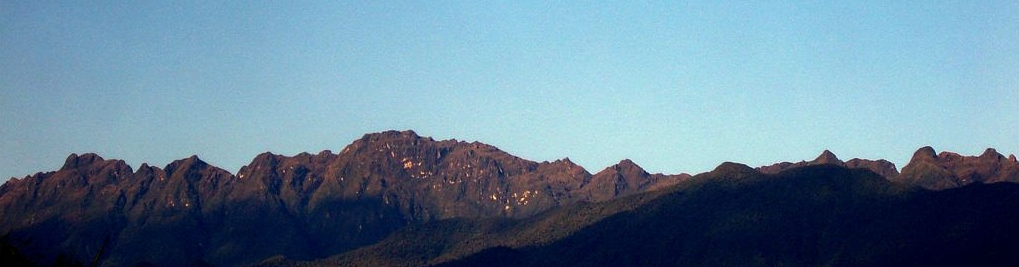
Farallones de Cali.

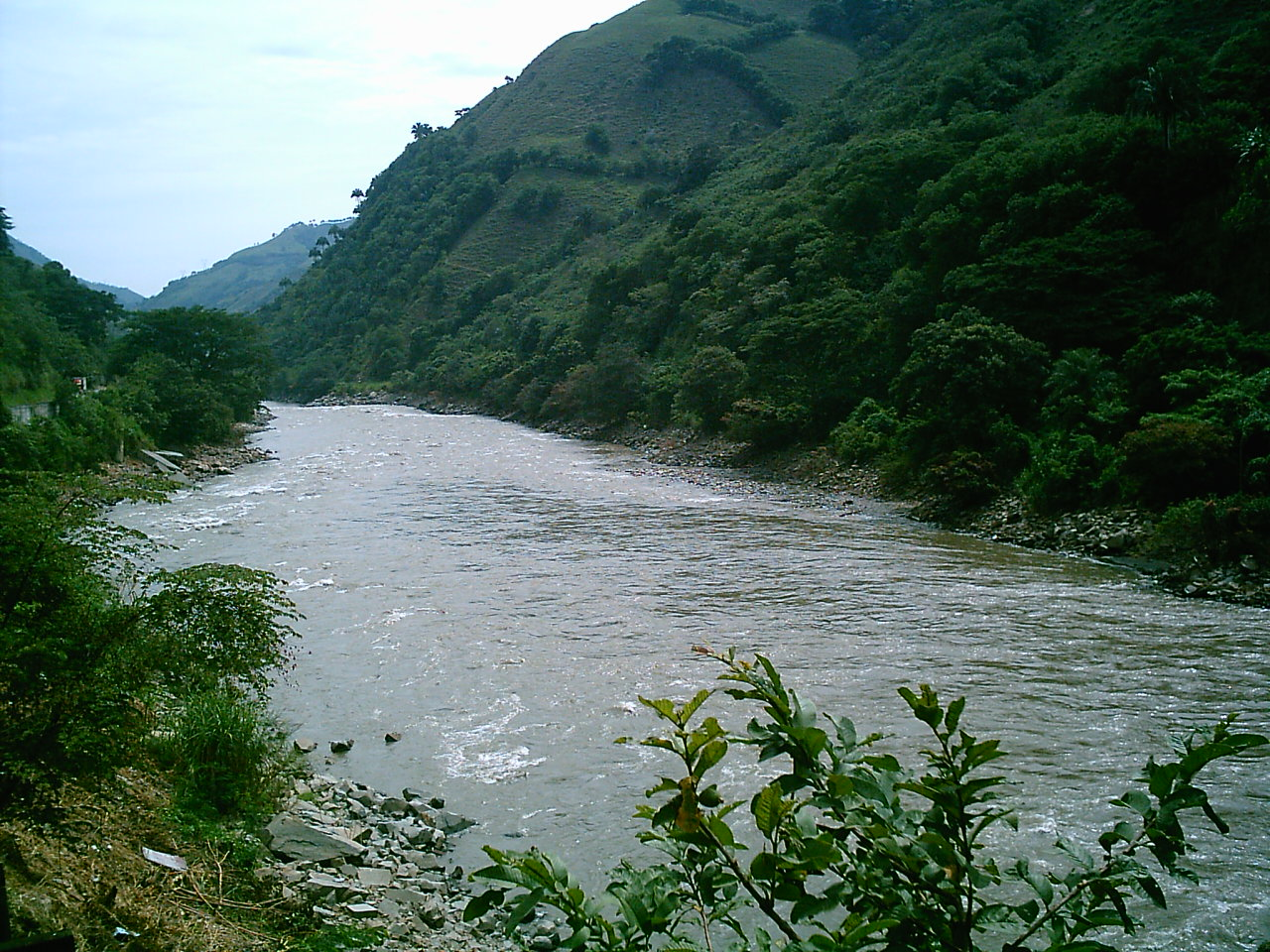
Panorámica del río Cauca.

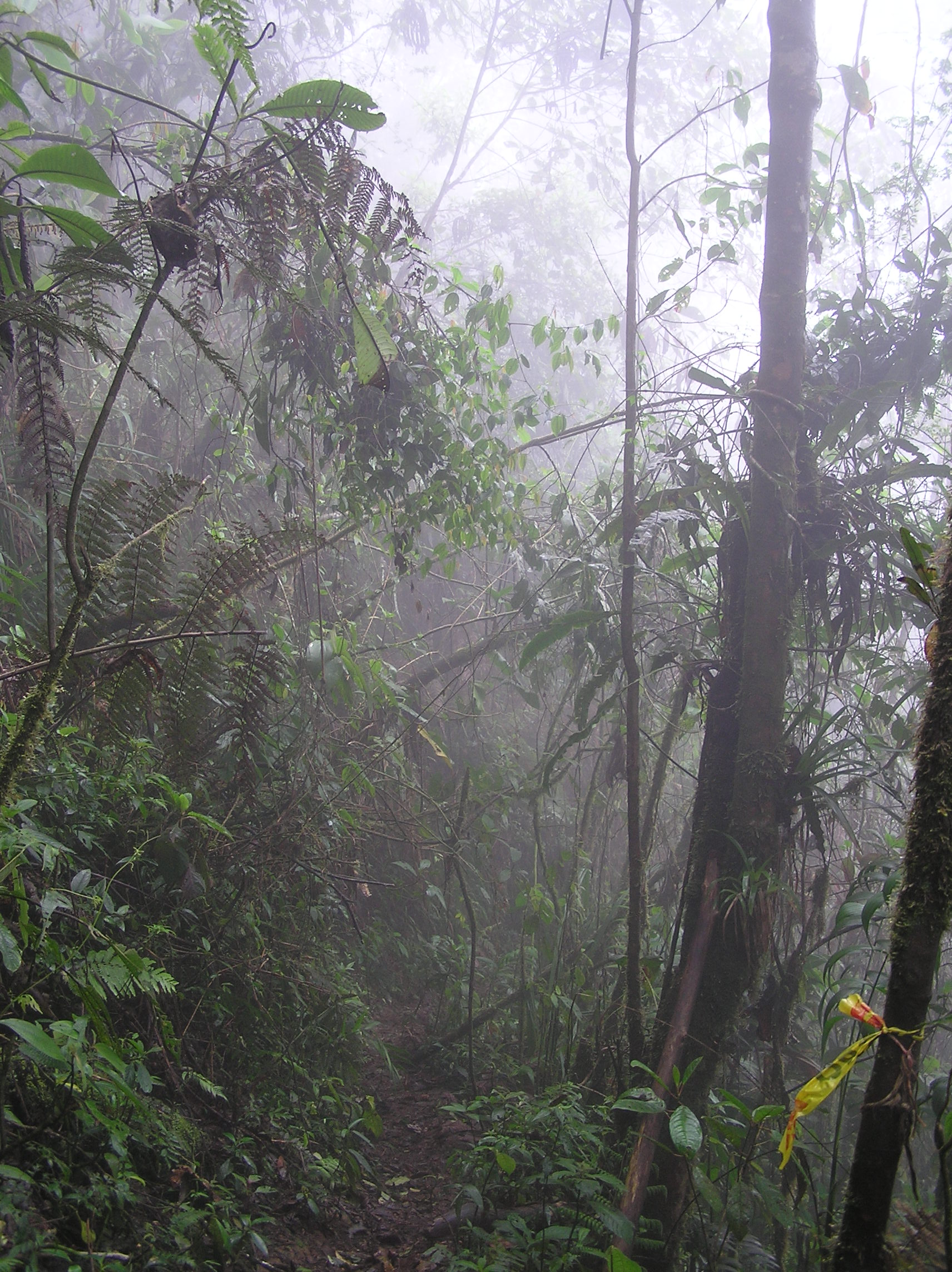
Selva próxima a los farallones.

### Límites
Al momento de su primera erección, Buenaventura confinaba con las siguientes provincias (siguiendo el sentido de las agujas del reloj): Chocó, Popayán, y Pasto. Cuando fue suprimida en 1830 formó parte de la antigua provincia de Popayán. Una vez que fue elevada de nuevo a estatus de provincia neogranadina, su territorio fue reducido y se crearon a partir de ella las provincias de Barbacoas y Cauca.
A grandes rasgos, los límites que correspondían a la Provincia de Buenaventura en 1855 comenzaban en el camino que conduce de Sipí a Roldanillo, luego atravesaba el río Chanquiní hasta alcanzar las cumbres de la cordillera; seguía por estas encontrando a la loma de Piedras, el cerro Calima y luego por los estribos de la cadeña montañosa que separa al río Dagua del San Juan, para seguir al cerro Munchica, bajando luego por la quebrada Agua Clara hasta caer al río Calima, y este hasta su desembocadura en el río San Juan, el cual seguía hasta el océano Pacífico.
Por el norte empezaba en el río Garrapatas siguiéndolo aguas arriba hasta la cumbre de la Cordillera Occidental, llegando al páramo Mediación. Luego pasaba por la ciénaga del Gorrón hasta alcanzar la boca de la quebrada Hato de Lemos en el río Cauca, siguiendo este último hasta la desembocadura del río Ovejas.
Del río Ovejas luego seguía hasta los cerros Fragua y del Buitre, de allí por la cumbre de la cordillera andina alcanzando los cerros Ainasú, Catalina, Teta y Timba. Luego pasaba por los Farallones de Cali y por la cuchilla que divide las aguas de los ríos Raposo y Cajambe. Finalmente por la cabecera de la quebrada Mayorquín y la Pital hasta su desembocadura en el Pacífico.

### Aspecto físico
La provincia de Buenaventura comprendía lo que actualmente es la parte occidental del departamento colombiano del Valle del Cauca. Se dividía en varias regiones bien diferenciadas: las planicies del Pacífico, las serranías de las cordilleras Occidental y Central, y los valles aledaños al cañón del río Cauca. Las cumbres de la cordillera se ubicaban en la mitad de la provincia, dividiéndola en dos, mientras las llanuras aluviales en la parte este. Las selvas cubrían buena parte de la región.
Dentro de los ríos, el Cauca, el San Juan y el Patía eran los más importantes de la provincia. El Cauca, que recorría en su parte noreste, era sin duda fundamental para la comunicación y el comercio con otras provincias.

### División territorial
Por decreto del 30 de marzo de 1823, la provincia se dividió en los cantones de Raposo, Micai, Iscuandé, Barbacoas y Tumaco. Durante aquella época la capital de la provincia era Iscuandé. La ley 25 de 1824 dividió el territorio de la Nueva Granada en cinco departamentos; el del Cauca quedó compuesto por las provincias de Popayán, Pasto, Chocó y Buenaventura. Por medio del decreto del 18 de mayo de 1834 se demarca el territorio de la provincia, asignándole los cantones de Barbacoas y Tumaco a la provincia de Pasto. El 8 de junio de 1843 se creó la provincia de Barbacoas, por lo cual se le asignaron los cantones de Iscuandé y Guapi a esta última, mientras los de Micai, Raposo, Cali y Roldanillo quedaron formando la reducida provincia de Buenaventura hasta 1857. Este mismo decreto trasladó la capital de Iscuandé a Cali.
Entre 1851 y 1857 la provincia estaba conformada por los siguientes cantones, distritos parroquiales y aldeas:
- Cantón de Cali: Cali, Jamundí, El Salado, Yotoco y Yumbo.
- Cantón de Raposo: Buenaventura, Calima, Raposo y Yurmanguí.
- Cantón de Roldanillo: Roldanillo y Pescador.

## Demografía
En 1835, la provincia contaba con 31.920 habitantes y en 1843 con 37.104. Según el censo de 1851, la provincia contaba con 31.150 habitantes, de los cuales 14.839 eran hombres y 16.311 eran mujeres.
| Evolución demográfica de la provincia de Buenaventura |
|                                                       |

## Economía

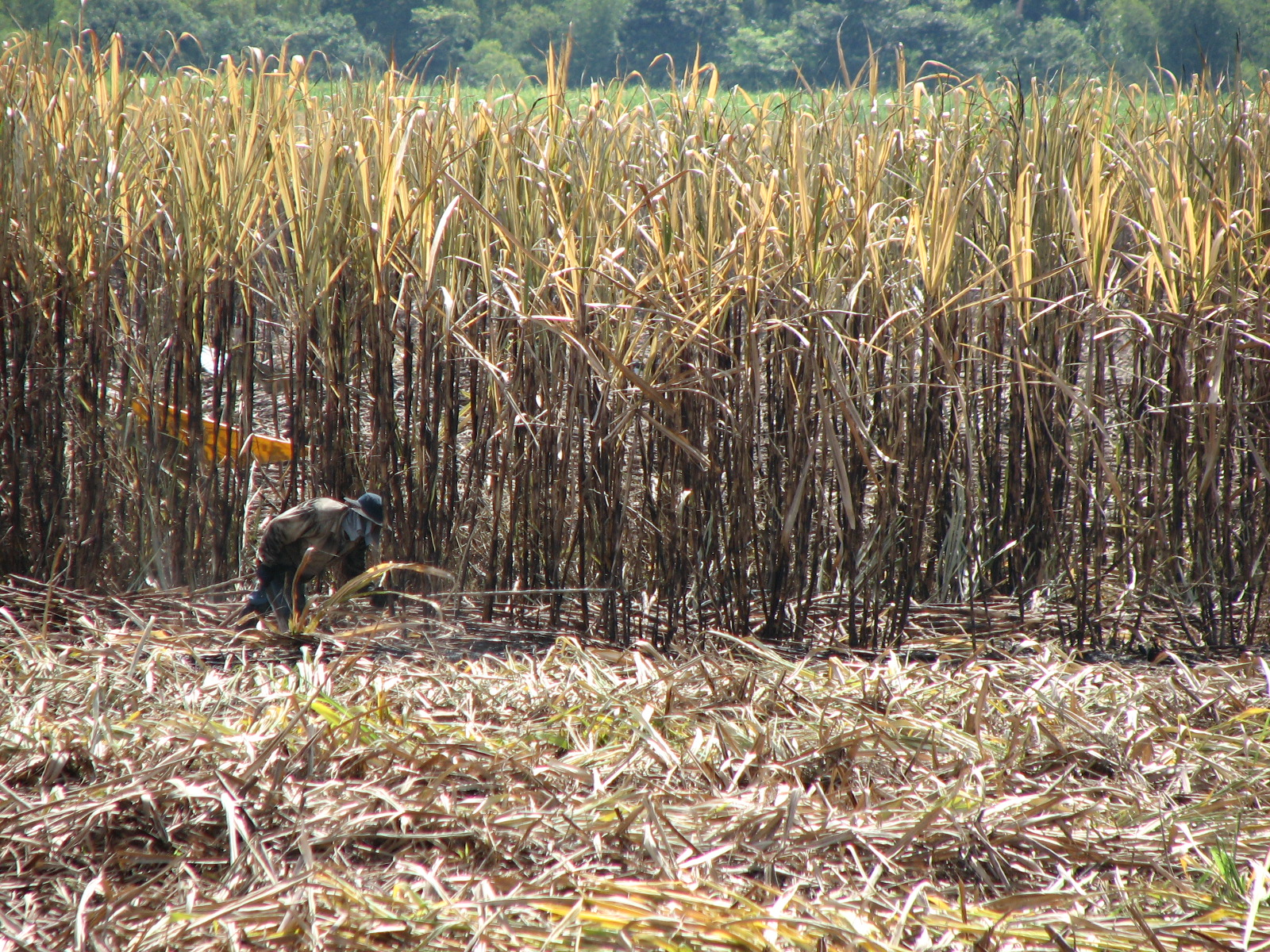
Cultivo de Caña de azúcar.

La provincia contenía minerales en abundancia pero poco explotados, en especial oro y plata. La explotación de recursos naturales se basaba ante todo en la madera y la ganadería.
Se sembraban en la provincia cacao, café, tabaco, algodón, trigo, papa, maíz, entre otros. Estos productos se comercializaban con las provincias aledañas y con las cercanas de Ecuador.